# Cillán
Cillán település Spanyolországban, Ávila tartományban. Cillán Solana de Rioalmar, Muñico, Chamartín, Valdecasa és Narrillos del Rebollar községekkel határos. Lakosainak száma 79 fő (2024).

## Népesség
A település népessége az utóbbi években az alábbiak szerint változott:
| Lakosok száma | 145  | 134  | 128  | 124  | 119  | 104  | 112  | 93   | 82   | 79   |
|               | 2001 | 2004 | 2006 | 2009 | 2011 | 2014 | 2016 | 2019 | 2021 | 2024 |